# Arubaans kabinet
Het kabinet op Aruba bestaat uit de raad van ministers (samengesteld uit ten hoogste negen ministers, inclusief de minister-president). De minister-president is voorzitter van de ministerraad. Zij bepalen het beleid van het land, gecontroleerd door de Staten van Aruba. Het kabinet vormt samen met de Koning, vertegenwoordigd door de gouverneur, de regering. Tevens is er een gevolmachtigd minister, die benoemd wordt door de regering van Aruba en in Nederland zetelt. Deze minister behartigt de Arubaanse belangen in Nederland en is lid van de Rijksministerraad (maar niet van het Arubaanse kabinet). Aruba kent geen staatssecretarissen.
Aruba heeft een eigen kabinet sinds het land in 1986 de status aparte verwierf. Daarvoor viel Aruba als eilandgebied van de Nederlandse Antillen onder het kabinet van de Nederlandse Antillen. Het eerste Arubaanse kabinet was dat van Henny Eman.

## Overzicht
(De eerstvermelde partij leverde de premier)
| Kabinet        | Premier            | Partijen           | Van               | Tot               |
| -------------- | ------------------ | ------------------ | ----------------- | ----------------- |
| Henny Eman I   | Henny Eman         | AVP, PPA, ADN, PDA | 1 januari 1986    | 8 februari 1989   |
| Oduber I       | Nelson Oduber      | MEP, PPA, ADN      | 8 februari 1989   | 1993              |
| Oduber II      | Nelson Oduber      | MEP, PPA, ADN      | 2 maart 1993      | 1 september 1994  |
| Henny Eman II  | Henny Eman         | AVP, OLA           | 1 september 1994  | 17 juni 1998      |
| Henny Eman III | Henny Eman         | AVP, OLA           | 17 juni 1998      | 30 oktober 2001   |
| Oduber III     | Nelson Oduber      | MEP                | 30 oktober 2001   | 8 november 2005   |
| Oduber IV      | Nelson Oduber      | MEP                | 8 november 2005   | 31 oktober 2009   |
| Mike Eman I    | Mike Eman          | AVP                | 31 oktober 2009   | 30 oktober 2013   |
| Mike Eman II   | Mike Eman          | AVP                | 30 oktober 2013   | 17 november 2017  |
| Wever-Croes I  | Evelyn Wever-Croes | MEP, RED, POR      | 17 november 2017  | 20 september 2021 |
| Wever-Croes II | Evelyn Wever-Croes | MEP, RAIZ          | 20 september 2021 | 27 maart 2025     |
| Eman-Croes     | Mike Eman          | AVP, Futuro        | 28 maart 2025     | heden             |

Henny Eman I ·
Oduber I ·
Oduber II ·
Henny Eman II ·
Henny Eman III ·
Oduber III ·
Oduber IV ·
Mike Eman I · 
Mike Eman II · 
Wever-Croes I · 
Wever-Croes II
Raad van ministers van het Koninkrijk der Nederlanden

Nederland (1848-heden) ·
Aruba (1986-heden) ·
Curaçao (2010-heden) ·
Sint Maarten (2010-heden)

Voormalige landen in het Koninkrijk:

Nederlandse Antillen (1949-2010) ·
Suriname (1949-1975)